# Only Human (Calum Scott)
Only Human è il primo album in studio del cantautore britannico Calum Scott, pubblicato il 9 marzo 2018 dall'etichetta discografica Capitol Records.

## Tracce

### Edizione standard
1. If Our Love Is Wrong – 3:23 (Calum Scott, Philip Plested, Kane Parfitt)
2. Give Me Something – 3:16 (Calum Scott, Jayson DeZuzio, Hayley Warner)
3. Rhythm Inside – 3:32 (Calum Scott, Johnathan Maguire, Corey Sanders, Kasper Larsen, Mich Hansen)
4. You Are the Reason – 3:24 (Calum Scott, Johnathan Maguire, Corey Sanders)
5. Come Back Home – 3:10 (Calum Scott, Jordan Riley, Corey Sanders)
6. Stop Myself – 3:27 (Calum Scott, Warren "Oak" Felder, Sean Douglas, Talay Riley, James Harris III, Terry Lewis)
7. Dancing On My Own – 4:20 (Robyn, Patrick Berger)
8. Only You – 3:45 (Calum Scott, Steve Garrigan, Mark Prendergast)
9. Won't Let You Down – 3:14 (Calum Scott, Phil Cook, Corey Sanders)
10. What I Miss Most – 3:51 (Calum Scott, Oscar Gorres, James Alan Ghaleb, Corey Sanders)
11. Hotel Room – 3:40 (Calum Scott, Jamie Scott, Corey Sanders)

### Edizione Deluxe
1. Good to You – 3:50
2. Not Dark Yet – 3:35
3. Dancing on My Own (Tiësto Remix) – 3:42

### CD Deluxe Bonus Track
1. You Are the Reason (Duet Version) (feat. Leona Lewis) – 3:10

### Special Edition
1. Need to Know – 2:47
2. No Matter What – 3:56
3. Sore Eyes – 3:18
4. White Christmas (Live) – 2:20

## Classifiche

### Classifiche settimanali
| Classifica (2018) | Posizione massima |
| ----------------- | ----------------- |
| Australia         | 5                 |
| Austria           | 41                |
| Belgio (Fiandre)  | 35                |
| Belgio (Vallonia) | 90                |
| Germania          | 34                |
| Nuova Zelanda     | 26                |
| Paesi Bassi       | 75                |
| Portogallo        | 19                |
| Regno Unito       | 4                 |
| Svezia            | 39                |
| Svizzera          | 13                |